# Phenacolimax blanci
Phenacolimax blanci is een slakkensoort uit de familie van de Vitrinidae. De wetenschappelijke naam van de soort is voor het eerst geldig gepubliceerd in 1884 door Pollonera.